# Holubinka jahodová
Holubinka jahodová (Russula paludosa Britz.) je jedlá houba z čeledi holubinkovitých.

## Synonyma
- Russula elatior Lindblad
- Russula linnaei Bres.
- holubinka vláhomilná

## Výskyt
Holubinka jahodová se nejčastěji vyskytuje ve smrkových lesích. Nalézt ji můžeme od července do září.